# Nordmattvävare
Nordmattvävare (Incestophantes kochiellus) är en spindelart som först beskrevs av Embrik Strand 1900.  Nordmattvävare ingår i släktet Incestophantes och familjen täckvävarspindlar. Arten är reproducerande i Sverige. Inga underarter finns listade i Catalogue of Life.